# 葛芬·扎基
葛芬·扎基（Ghofran Zaki，1992年9月30日—）是一名埃及跆拳道運動員，主攻男子68公斤級項目。他曾獲得非洲運動會男子68公斤級冠軍。

## 外部連結
- taekwondodata.com （页面存档备份，存于）